# Перламутровка арктическая
Перламутровка арктическая, или перламутровочка арктическая (Boloria improba или Clossiana improba), — вид бабочек из семейства нимфалид (Nymphalidae).

## Этимология названия
Improba (с латинского) — злая, жестокая; в некоторых контекстах — невероятная, необычная.

## Описание
Длина переднего крыла 15—17,5 мм. Размах крыльев 26—34 мм. Вершина переднего крыла закруглена, нижний угол сглажен. Фоновый цвет крыльев у обоих полов тускло-оранжевый. Имеется обширное серовато-бурое напыление на крыльях. Тёмный рисунок развит, а образующие его черновато-бурые пятна создают слитные перевязи. Внешний край крыльев с нитевидной тёмной каймой, за которой находится тонкая прикраевая перевязь и цепочка округлых пятен, более крупных и
размытых на передних крыльях. В центральной части заднего крыла имеется небольшое светлое поле, оттененное ломаной перевязью и обширным затемнением всей прикорневой половины крыла. Нижняя сторона крыльев рыжевато-охристая, рисунок малоконтрастный, размытый.

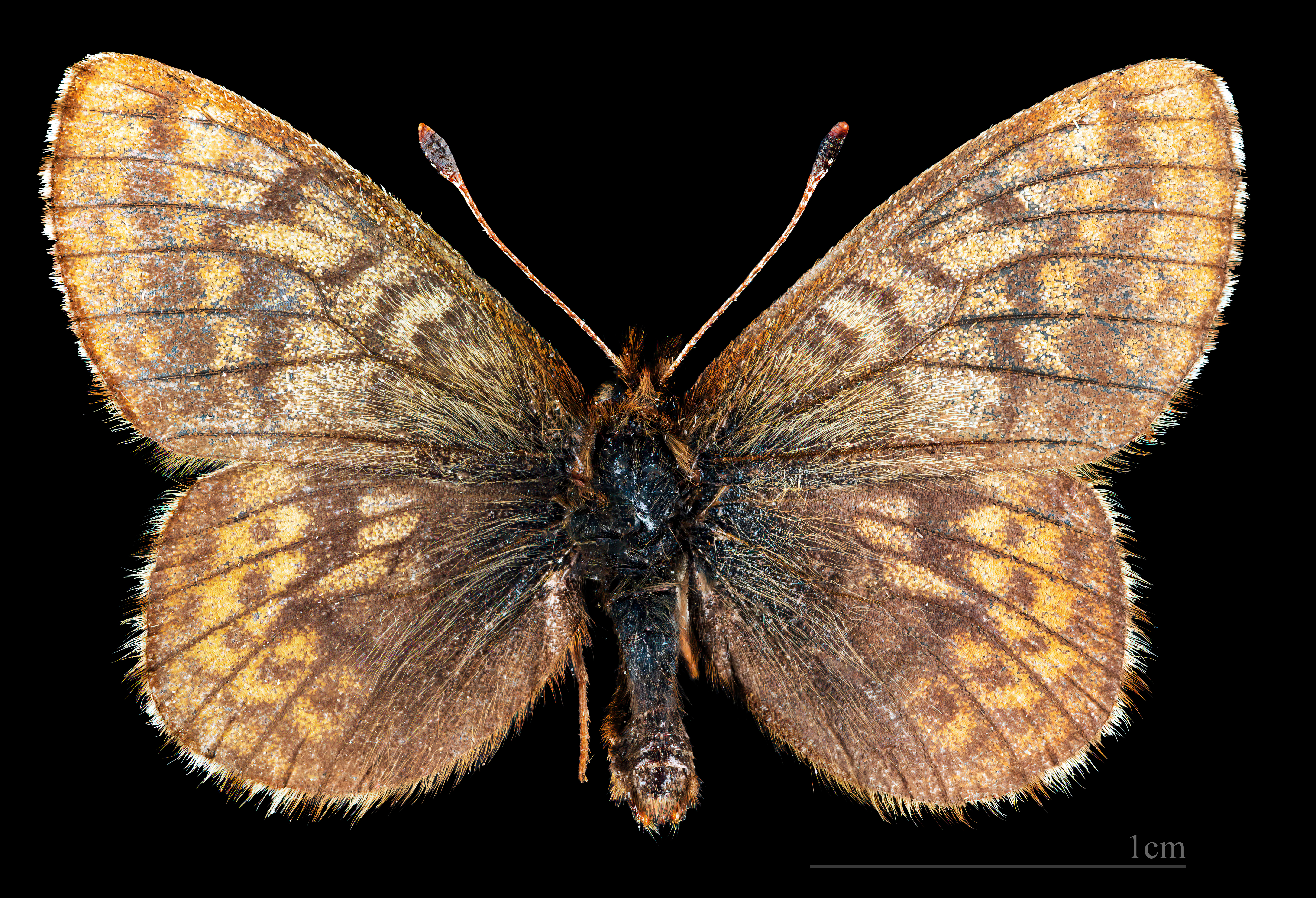
Boloria improba improbula ♂
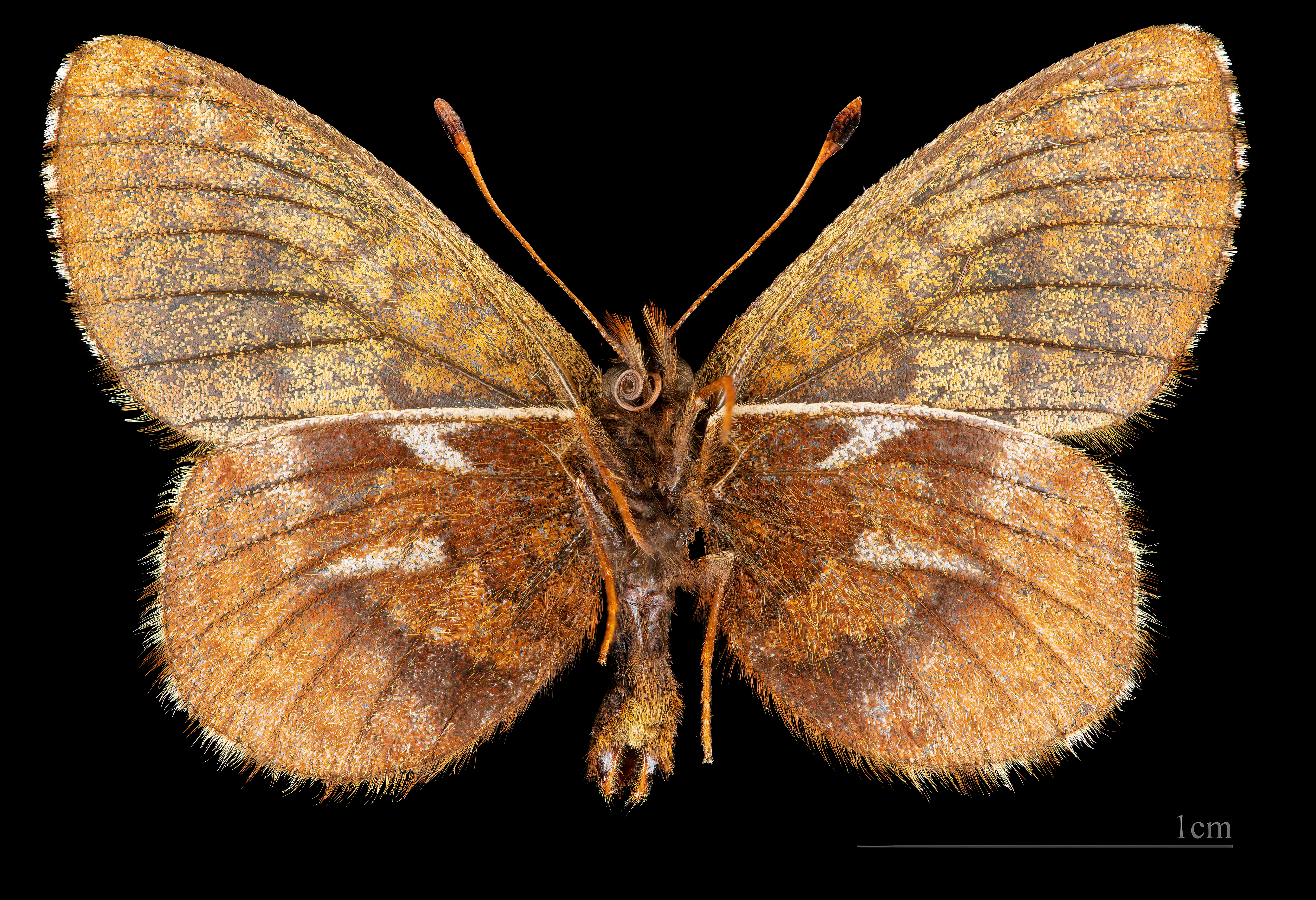
Boloria improba improbula ♂  △

## Ареал
Населяет тундры и лесотундры Голарктики: арктические области Фенноскандии, европейской и азиатской частей России (от Кольского полуострова до Чукотки), Канады и Аляски.
Локально обитает в Северной Фенноскандии, на северо-западе Кольского полуострова, полуострове Канин, острове Новая Земля. Отдельные места обитания находятся в тундре и лесотундре Коми и Архангельской области (окрестности Воркуты, Усть-Цильма, Янгеч-Мыльк, Хальмер-Ю) и на Полярном Урале (долина реки Кара).

## Биология
Бабочки населяют луговинные злаково-разнотравные, мохово-кустарничковые и закустаренные тундры, горные тундры на малых высотах. Время лёта бабочек отмечается в июле и в начале августа. Для данного вида характерен двухгодичный цикл развития. Бабочки летают низко над землей, часто в массе, питаются на горце большом (Polygonum), дриаде восьмилепестной (Dryas octopetala), одуванчике арктическом (Taraxacum viviparum), смолке (Silene). В солнечные часы дня бабочки обычно сидят с раскрытыми крыльями на прогретых камнях или почве. Вечером прячутся среди мха и стеблей злаков. Самки откладывают яйца по-штучно на листья кормовых растений. Кормовые растения гусениц: горец большой, спорыш, ива арктическая, ива сетчатолистная, ива. Гусеница первый раз зимует молодой, второй — в четвёртом возрасте. Окукливаются между двумя листьями кормового растения, скрепленными паутинкой.